# فالکون ۱

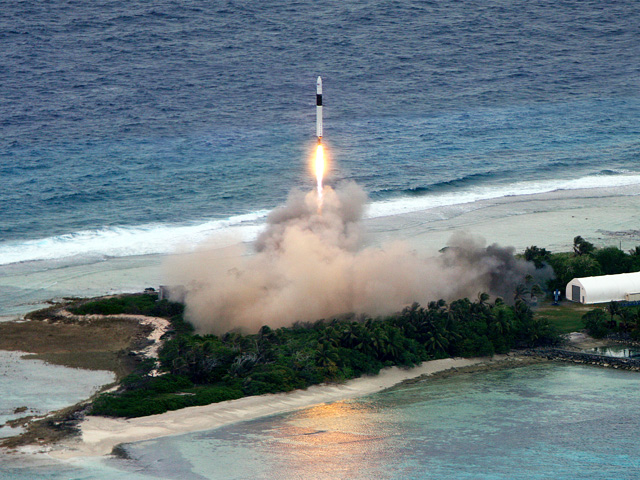

فالکون ۱ (به انگلیسی: Falcon 1) با ارتفاع نزدیک به ۲۵ متر، موشک تجاری ساخت شرکت اسپیس‌اکس است. فالکون ۱ برای بردن محموله به مدار زمین طراحی و ساخته شده‌است.
مدل کنونی این موشک هم‌اکنون فالکون 1e نام دارد.